# Европско првенство у атлетици на отвореном 2010 — 10.000 метара за мушкарце
Дисциплина 10.000 метара у мушкој конкуренцији на Европском првенству у атлетици 2010. у Барселони одржана је у 27. јула на Олимпијском стадиону Луис Кампоманис
Учествовало је 26 такмичара из 17 земаља. Само су четворица такмичара остварила најбоље резултате сезоне.

## Званични рекорди
| Рекорди пре почетка Европског првенства 2010. | Рекорди пре почетка Европског првенства 2010. | Рекорди пре почетка Европског првенства 2010. | Рекорди пре почетка Европског првенства 2010. | Рекорди пре почетка Европског првенства 2010. |
| --------------------------------------------- | --------------------------------------------- | --------------------------------------------- | --------------------------------------------- | --------------------------------------------- |
| Светски рекорд                                | Кенениса Бекеле · Етиопија                    | 26:17,53                                      | Брисел, Белгија                               | 26. август 2005                               |
| Европски рекорд                               | Мохамед Мурит · Белгија                       | 26:52.30                                      | Брисел, Белгија                               | 3. септембар 1999                             |
| Рекорди Европских првенстава                  | Марти Ваино · Финска                          | 27:30,99                                      | Праг, Чехословачка                            | 29. август 1978                               |
| Најбољи резултат сезоне у свету               | Крис Солински · Сједињене Америчке Државе     | 26:59,60                                      | Пало Алто, КА, САД                            | 1. мај 2010                                   |
| Најбољи резултат сезоне у Европи              | Мохамед Фара · Уједињено Краљевство           | 27:28,86                                      | Марсељ, Француска                             | 5. јуни 2010                                  |

## Победници
|                                    |                                   |                        |
| Мохамед Фарах Уједињено Краљевство | Крис Томпсон Уједињено Краљевство | Данијеле Меучи Италија |

## Сатница
| Датум         | Време | Коло   |
| ------------- | ----- | ------ |
| 27. јул 2010. | 8:05  | Финале |

## Резултати

### Финале
| Пласман | ст. број | Такмичар            | Држава               | Време        | Белешке      |
| ------- | -------- | ------------------- | -------------------- | ------------ | ------------ |
|         | 21       | Мохамед Фара        | Уједињено Краљевство | 28:24,99     |              |
|         | 1        | Крис Томпсон        | Уједињено Краљевство | 28:27,33     |              |
|         | 17       | Данијеле Меучи      | Италија              | 28:27,33     |              |
| 4       | 15       | Ајад Ламдасем       | Шпанија              | 28:34,89     |              |
| 5       | 7        | Карлос Кастиљехо    | Шпанија              | 28:49,69     | ЛРС          |
| 6       | 6        | Кристијан Белц      | Швајцарска           | 28:54,01     | ЛРС          |
| 7       | 26       | Андреа Лали         | Италија              | 29:05,20     |              |
| 8       | 22       | Јусеф Ел Калај      | Португалија          | 29:07,61     |              |
| 9       | 3        | Кристијан Глатинг   | Немачка              | 29:09,84     |              |
| 10      | 2        | Абделатиф Мефта     | Француска            | 29:14,74     |              |
| 11      | 13       | Марцин Хабовски     | Пољска               | 29:15,65     |              |
| 12      | 16       | Јан Фичен           | Немачка              | 29:16,59     |              |
| 13      | 11       | Јуси Утриајнен      | Финска               | 29:16,87     |              |
| 14      | 9        | Сондре Нордстад Мен | Норвешка             | 29:19,63     | ЛРС          |
| 15      | 10       | Филмон Гирмај       | Немачка              | 29:28,31     |              |
| 16      | 8        | Стсјапан Рахауцоу   | Белорусија           | 29:40,19     |              |
| 17      | 14       | Мати Ресенен        | Финска               | 29:45,95     |              |
| 18      | 4        | Павел Шаповалов     | Русија               | 29:50,02     |              |
| 19      | 23       | Жозе Роша           | Португалија          | 29:50,41     |              |
| 20      | 24       | Могес Тесеме        | Израел               | 29:50,78     |              |
| 21      | 5        | Маријус Јонеску     | Румунија             | 30:21,76     |              |
| 22      | 20       | Кемал Којунчу       | Турска               | 30:28,83     | ЛРС          |
| —       | 18       | Мануел Анхел Пенас  | Шпанија              | Није завршио | Није завршио |
| —       | 12       | Мондер Ризки        | Белгија              | Није завршио | Није завршио |
| —       | 25       | Михаел Шмид         | Аустрија             | Није завршио | Није завршио |
| —       | 19       | Руи Педро Силва     | Португалија          | Није завршио | Није завршио |

### Пролазна времена
| Дистанца | Такмичари         | Држава               | Време    |
| -------- | ----------------- | -------------------- | -------- |
| 1.000 м  | Стсјапан Рахауцоу | Белорусија           | 2:59,70  |
| 2.000 м  | Стсјапан Рахауцоу | Белорусија           | 5:52,04  |
| 3.000 м  | Павел Шаповалов   | Русија               | 8:46,91  |
| 4.000 м  | Ајад Ламдасем     | Шпанија              | 11:46:82 |
| 5.000 м  | Абделатиф Мефта   | Француска            | 14:38,10 |
| 6.000 м  | Абделатиф Мефта   | Француска            | 17:27,10 |
| 7.000 м  | Крис Томпсон      | Уједињено Краљевство | 20:16,68 |
| 8.000 м  | Мохамед Фара      | Уједињено Краљевство | 23:03,85 |
| 9.000    | Ајад Ламдасем     | Шпанија              | 25:48,83 |